# كريس ميكي
كريس ميكي (بالإنجليزية: Kris Meeke)‏ مواليد 2 يوليو 1979، هو سائق راليات بريطاني بدأ مسيرته في سنة 2002. كان أول رالي له هو رالي ويلز 2002. تسابق في بطولة العالم للراليات. تسابق في رالي التحدي عبر القارات. فاز بـ سباق رالي واحد. صعد على المنصة 7 مرات خلال مسيرته.

## روابط خارجية
- كريس ميكي على موقع IMDb (الإنجليزية)
- كريس ميكي على موقع Rallye-info.com (الإنجليزية)
- كريس ميكي على موقع eWRC-results.com (الإنجليزية)